# Пам'ятки історії Знам'янського району
У Знам'янському районі Кіровоградської області на обліку перебуває 52 пам'ятки історії.
| № пп | Охорон. номер      | Найменування пам'ятки | Місцезнаходження пам'ятки                                  | Епоха                 | Значення | Рішення                                   |
| ---- | ------------------ | --- | ---------------------------------------------------------- | --------------------- | -------- | ----------------------------------------- |
| 1    | 282                | Меморіальний комплекс: братська могила радянських воїнів та пам'ятник воїнам-землякам. Поховано 578 воїнів                          | С. Богданівка, Богданівська с/р, біля клубу                | 1943 р.               | місцева  | № 404 від 17.09.1969                      |
| 2    | 1265               | Пам'ятник бойової слави «Гармата-122»                                                                                               | С. Богданівка, Богданівська с/р, центр                     | 1943 р.               | місцева  | № 149 від 10.05.1988                      |
| 3    | 1115 1115/1 1115/2 | Пам'ятні знаки вчителям і випускникам школи, які загинули в роки ВВВ                                                                | С. Богданівка, Богданівська с/р, школа                     | 1941—1945 рр.         | місцева  | № 281 від 16.05.1985 № 149 від 10.05.1988 |
| 4    | 285                | Братська могила радянських воїнів. Поховано 91 воїна                                                                                | С. Васине, Мошоринська с/р, біля школи                     | 1943 р.               | місцева  | № 404 від 17.09.1969                      |
| 5    | 1116               | Пам'ятник воїнам-землякам і партизанам, які загинули в роки ВВВ                                                                     | С. Васине, Мошоринська с/р                                 | 1941—1945 рр.         | місцева  | № 281 від 16.05.1985                      |
| 6    | 287                | Братська могила радянських воїнів, серед похованих Линник П. Д. — Герой Радянського Союзу. Поховано 44 воїни                        | С. Веселий Кут, Дмитрівська с/р, сквер                     | 1943 р.               | місцева  | № 404 від 17.09.1969                      |
| 7    | 288 288/1 288/2    | Братська могила радянських воїнів та пам'ятник воїнам-землякам. Поховано 95 воїнів                                                  | С. Володимирівка, Володимирівська с/р, біля адмін. будинку | 1943 р. 1941—1945 рр. | місцева  | № 404 від 17.09.1969 № 301 від 25.06.1982 |
| 8    | 1266               | Пам'ятний знак повстанцям проти австро-німецьких окупантів                                                                          | С. Володимирівка, Володимирівська с/р, центр               | 1918 р.               | місцева  | № 149 від 10.05.1988                      |
| 9    | 2223               | Братська могила радянських воїнів. Кількість похованих невідома                                                                     | С. Глибока Балка, Казарнянська с/р, кладовище              | 1943 р.               | місцева  | № 65 від 21.02.1989                       |
| 10   | 289                | Братська могила радянських воїнів. Поховано 403 воїни                                                                               | С. Диківка, Дяківська с/р, біля магазину                   | 1943 р.               | місцева  | № 404 від 17.09.1969                      |
| 11   | 284                | Братська могила радянських воїнів. Поховано 220 воїнів.                                                                             | С. Диківка, Дяківська с/р, центр, сквер                    | 1943 р.               | місцева  | № 404 від 17.09.1969                      |
| 12   | 998                | Братська могила жертв фашизму. Кількість похованих невідома                                                                         | Диківський роз'їзд, автотраса Київ — Донецьк               | 1943 р.               | місцева  | № 301 від 25.06.1982                      |
| 13   | 999                | Пам'ятний знак радянським воїнам | Диківський роз'їзд.                                        | 1943 р.               | місцева  | № 301 від 25.06.1982                      |
| 14   | 290                | Місце, де перед бійцями 1-ї Кінної армії виступав Калінін М. І. — партійний і державний діяч                                        | С. Дмитрівка, Дмитрівська с/р, біля клубу                  | 1920 р.               | місцева  | № 404 від 17.09.1969                      |
| 15   | 291                | Братська могила радянських воїнів. Поховано 165 воїнів                                                                              | С. Дмитрівка, Дмитрівська с/р, центр                       | 1943 р.               | місцева  | № 404 від 17.09.1969                      |
| 16   | 292                | Братська могила радянських воїнів. Поховано 266 воїнів                                                                              | С. Дмитрівка, Дмитрівська с/р, біля школи                  | 1943 р.               | місцева  | № 404 від 17.09.1969                      |
| 17   | 1117               | Пам'ятний знак на місці табору партизанського з'єднання                                                                             | Дмитрівське лісництво                                      | 1941 р.               | місцева  | № 281 від 16.05.1985                      |
| 18   | 1118               | Пам'ятний знак на місці загибелі партизан та командира Нечаєва І.                                                                   | Дмитрівське лісництво                                      | 1941 р.               | місцева  | № 281 від 16.05.1985                      |
| 19   | 1119               | Пам'ятний знак на місці проведення мітингу на честь 25-річчя Жовтневої революції                                                    | Дмитрівське лісництво                                      | 1942 р.               | місцева  | № 281 від 16.05.1985                      |
| 20   | 1120               | Пам'ятний знак на місці розгрому партизанами і танковою бригадою радянських військ угрупування німецько-фашистських військ          | Дмитрівське лісництво                                      | 1942 р.               | місцева  | № 281 від 16.05.1985                      |
| 21   | 293                | Братська могила радянських воїнів. Поховано 379 воїнів                                                                              | С. Доніно-Кам'янка, Трепівська с/р, біля магазину          | 1944 р.               | місцева  | № 404 від 17.09.1969                      |
| 22   | 294                | Братська могила радянських воїнів. Поховано 107 воїнів                                                                              | С. Зелений Гай, Трепівська с/р, центр                      | 1944 р.               | місцева  | № 404 від 17.09.1969                      |
| 23   | 295                | Братська могила радянських воїнів. Поховано 183 воїни                                                                               | С. Зелений Гай, Трепівська с/р, біля клубу                 | 1944 р.               | місцева  | № 404 від 17.09.1969                      |
| 24   | 296 296/1 296/2    | Братська могила радянських воїнів та пам'ятний знак воїнам-землякам. Поховано 69 воїнів                                             | С. Іванківці, Іванковецька с/р, біля клубу                 | 1943 р. 1941—1945 рр. | місцева  | № 404 від 17.09.1969 № 301 від 25.06.1982 |
| 25   | 297                | Братська могила радянських воїнів. Поховано 202 воїни                                                                               | С. Казарня, Казарнянська с/р, біля школи                   | 1944 р.               | місцева  | № 404 від 17.09.1969                      |
| 26   | 1000               | Пам'ятний знак на місці табору радянських партизан                                                                                  | С. Калинівка, Дмитрівська с/р, біля контори лісгоспу       | 1941—1943 рр.         | місцева  | № 301 від 25.06.1982                      |
| 27   | 298                | Братська могила радянських воїнів. Поховано 223 воїни                                                                               | С. Коханівка, Суботцівська с/р, сквер                      | 1943 р.               | місцева  | № 404 від 17.09.1969                      |
| 28   | 299                | Братська могила радянських воїнів. Поховано 236 воїнів                                                                              | С. Кучерівка, Богданівська с/р, біля клубу                 | 1944 р.               | місцева  | № 404 від 17.09.1969                      |
| 29   | 300                | Братська могила радянських воїнів. Поховано 32 воїни                                                                                | С. Макариха, Макариська с/р, біля магазину                 | 1943 р.               | місцева  | № 404 від 17.09.1969                      |
| 30   | 1267               | Пам'ятник Трудової Слави — трактор «Універсал-2»                                                                                    | С. Макариха, Макариська с/р                                | 1930—1970 рр.         | місцева  | № 149 від 10.05.1988                      |
| 31   | 302 302/1 302/2    | Братська могила радянських воїнів та пам'ятний знак воїнам-землякам. Поховано 159 воїнів                                            | С. Мошорине, Мошоринська с/р, біля школи                   | 1943 р. 1941—1945 рр. | місцева  | № 404 від 17.09.1969                      |
| 32   | 303                | Братська могила радянських воїнів. Поховано 84 воїни                                                                                | С. Новороманівка, Володимирівська с/р, центр               | 1943 р.               | місцева  | № 404 від 17.09.1969                      |
| 33   | 2226               | Братська могила радянських воїнів. Кількість похованих невідома                                                                     | С. Новополяна, Казарнянська с/р, кладовище                 | 1943 р.               | місцева  | № 65 від 21.02.1989                       |
| 34   | 304                | Братська могила радянських воїнів. Поховано 532 воїни                                                                               | С. Пантазіївка, Пантазіївська с/р, біля кінотеатру         | 1943 р.               | місцева  | № 404 від 17.09.1969                      |
| 35   | 1001               | Пам'ятник воїнам-землякам | С. Пантазіївка, Пантазіївська с/р, сквер                   | 1941—1945 рр.         | місцева  | № 301 від 25.06.1982                      |
| 36   | 305                | Братська могила радянських воїнів. Поховано 112 воїнів                                                                              | С. Петрове, Петрівська с/р, центр                          | 1943 р.               | місцева  | № 404 від 17.09.1969                      |
| 37   | 1121               | Пам'ятний знак на честь перебування в селі М. В. Лисенка — українського композитора та М. П. Старицького — українського письменника | С. Петрове, Петрівська с/р, біля школи                     | 1892 р.               | місцева  | № 281 від 16.05.1985                      |
| 38   | 1122               | Пам'ятний знак на честь К. Шимановського — польського композитора і піаніста                                                        | С. Петрове, Петріввська с/р, біля школи                    | 1882—1892 рр.         | місцева  | № 281 від 16.05.1985                      |
| 39   | 306                | Братська могила радянських воїнів. Поховано 60 воїнів                                                                               | С. Плоске, Дмитрівська с/р, центр                          | 1943 р.               | місцева  | № 404 від 17.09.1969                      |
| 40   | 307                | Братська могила радянських воїнів. Поховано 159 воїнів                                                                              | С. Саблине, Володимирівська с/р, біля клубу                | 1943 р.               | місцева  | № 404 від 17.09.1969                      |
| 41   | 308                | Братська могила радянських воїнів. Поховано 214 воїнів                                                                              | С. Суботці, Суботцівська с/р, біля клубу                   | 1944 р.               | місцева  | № 404 від 17.09.1969                      |
| 42   | 309                | Братська могила радянських воїнів. Поховано 356 воїнів                                                                              | С. Суботці, Суботцівська с/р, центр                        | 1944                  | місцева  | № 404 від 17.09.1969                      |
| 43   | 310                | Пам'ятник воїнам-землякам | С. Суботці, Суботцівська с/р, центр                        | 1941—1945 рр.         | місцева  | № 404 від 17.09.1969                      |
| 44   | 1002               | Пам'ятний технічний знак «Гармата»                                                                                                  | С. Суботці, Суботцівська с/р, при в'їзді в село            | 1944 р.               | місцева  | № 301 від 25.06.1982                      |
| 45   | 311                | Братська могила радянських воїнів. Поховано 301 воїна                                                                               | С. Топило, Трепівська с/р, сквер                           | 1944 р.               | місцева  | № 404 від 17.09.1969                      |
| 46   | 1003               | Братська могила радянських воїнів. Поховано 49 воїнів                                                                               | С. Топило, Трепівська с/р, кладовище                       | 1944 р.               | місцева  | № 301 від 25.06.1982                      |
| 47   | 312                | Братська могила радянських воїнів. Поховано 248 воїнів                                                                              | С. Трепівка, Трепівська с/р, сквер                         | 1944 р.               | місцева  | № 404 від 17.09.1969                      |
| 48   | 313                | Братська могила радянських воїнів. Поховано 49 воїнів                                                                               | С. Трепівка, Трепівська с/р, кладовище                     | 1944 р.               | місцева  | № 404 від 17.09.1969                      |
| 49   | 2225               | Могила радянського воїна | С. Троянка, Пантазіївська с/р, кладовище                   | 1941 р.               | місцева  | № 65 від 21.02.1989                       |
| 50   | 314                | Братська могила червоноармійців, що загинули в роки громадянської війни. Кількість невідома                                         | С. Цибулеве, Цибулівська с/р, біля дитсадка                | 1918—1921 рр.         | місцева  | № 404 від 17.09.1969                      |
| 51   | 315                | Братська могила радянських воїнів. Поховано 203 воїни                                                                               | С. Цибулеве, Цибулівська с/р, біля адмінбудинку            | 1943 р.               | місцева  | № 404 від 17.09.1969                      |
| 52   | 316                | Братська могила радянських воїнів. Поховано 17 воїнів                                                                               | С. Юхимове, Іванковецька с/р, біля магазину                | 1943 р.               | місцева  | № 404 від 17.09.1969                      |
|      |                    | |                                                            |                       |          |                                           |